# NGC 2435
NGC 2435 is een spiraalvormig sterrenstelsel in het sterrenbeeld Tweelingen. Het hemelobject werd op 26 oktober 1786 ontdekt door de Duits-Britse astronoom William Herschel.

## Synoniemen
- UGC 3996
- MCG 5-19-2
- ZWG 147.62
- ZWG 148.4
- PGC 21676